# Schwigger

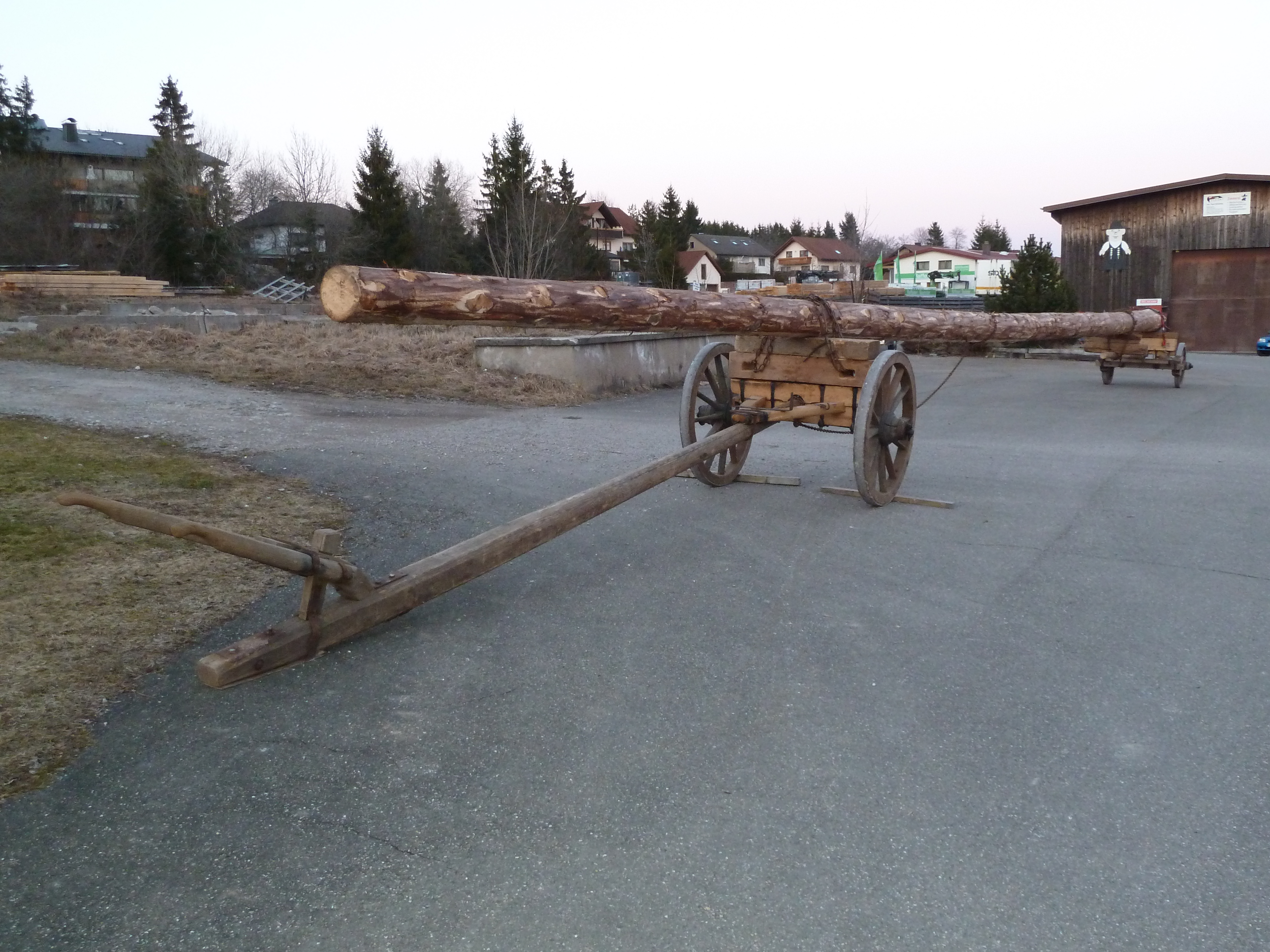
Langholzwagen mit starrem Nachläufer. Die im Vordergrund sichtbare Schwiggdeichsel war der Arbeitsplatz des Schwiggers.

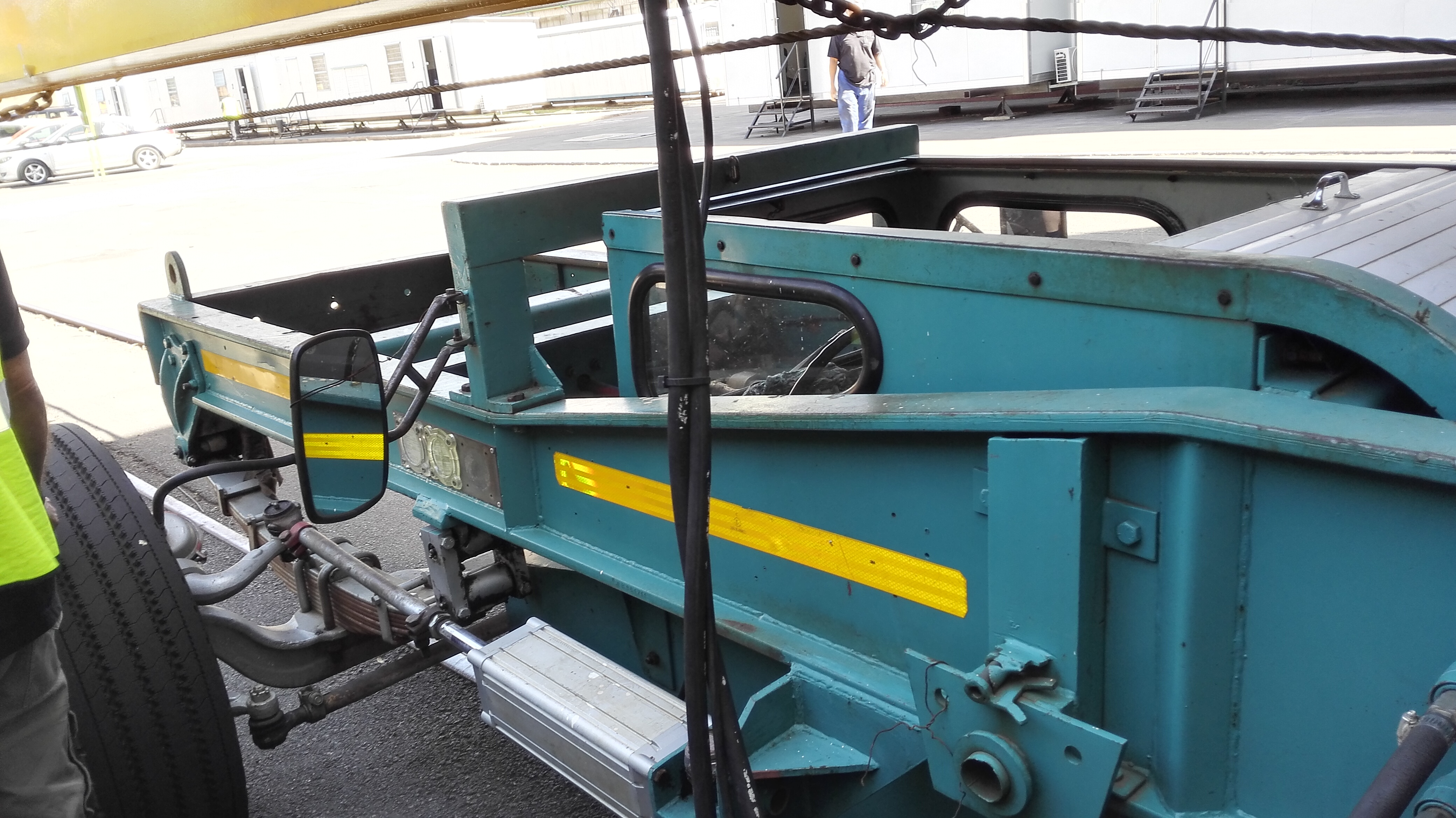
Arbeitsplatz des Schwiggers in einem modernen Nachläufer für den Transport von Kranbrücken

Ein Schwigger neuzeitlich auch Schwicker, ist der Lenker eines Nachläufers an einem Langholztransporter. In Bayern bezeichnet man diese Tätigkeit auch als Starzer, abgeleitet vom Starzbaum, der früher als Brems- bzw. Lenkhebel bei den Hornschlitten diente. In der Deutschschweiz wird die Bezeichnung Wäpfer für den Lenker eines starren Nachläufers und Spetter für den Bediener eines gelenkten Hinterwagens verwendet.
Die Tätigkeitsbezeichnung leitet sich ab von Schwencken  bzw. Schwingen (lenken). Der Schwigger musste die Deichsel des ursprünglich starren Nachläufers halten und dem Fuhrwerk nachlaufen. In den Kurven bewirkte er durch Abrücken der Deichsel eine Schleppkurve mit eigener Fahrspur für den Nachläufer, so dass die Räder des Nachläufers nicht die Kurve schnitten. Auf geraden Abschnitten konnte er die Deichsel auf dem Boden gleiten lassen und darauf stehend mitfahren.
Um in engen Kurven Rundhölzer besser und präziser lenken zu können, wurden die Nachläufer ab 1900 mit einer Lenkung versehen, die von einem Begleitmann, dem Schwigger oder Starzer, durch ein Handrad bedient wurde. Diese Lenkung wurde meist seitlich von der Ladung sitzend bedient. Nach dem Zweiten Weltkrieg wurden zwei- und dreiachsige Nachläufer entwickelt, die vom Führerhaus aus lenkbar sind.
Die einachsigen Nachläufer waren aber aus Kostengründen vereinzelt noch lange in Verwendung, dazu setzte sich der Schwigger in engen Kurven auf einen festinstallierten Metallsitz seitlich unterhalb der Rundhölzer bzw. den Baumstämmen und bediente das Handrad. Die Position hinter den Rädern diente der Sicherheit. Die Tätigkeit war dennoch lebensgefährlich, doch relativ gut dotiert, oft mit Kost und Logis, und deshalb bei verwegenen Männern beliebt.
Die heutigen lenkbaren Achsen bei Schwertransport-Nachläufern werden zumeist durch Fernsteuerung abseits der Ladung gelenkt.

Die Feuerwehren der nordamerikanischen Großstädte setzen Drehleitern ein, die als Sattelzüge mit gelenkter Hinterachse aufgebaut sind, die sogenannten Tiller Trucks. Die Lenkung der Hinterachse wird von einem am Ende des Fahrzeuges in einer eigenen Kabine sitzenden Tillerman bedient, der die Funktion des Schwiggers übernimmt.

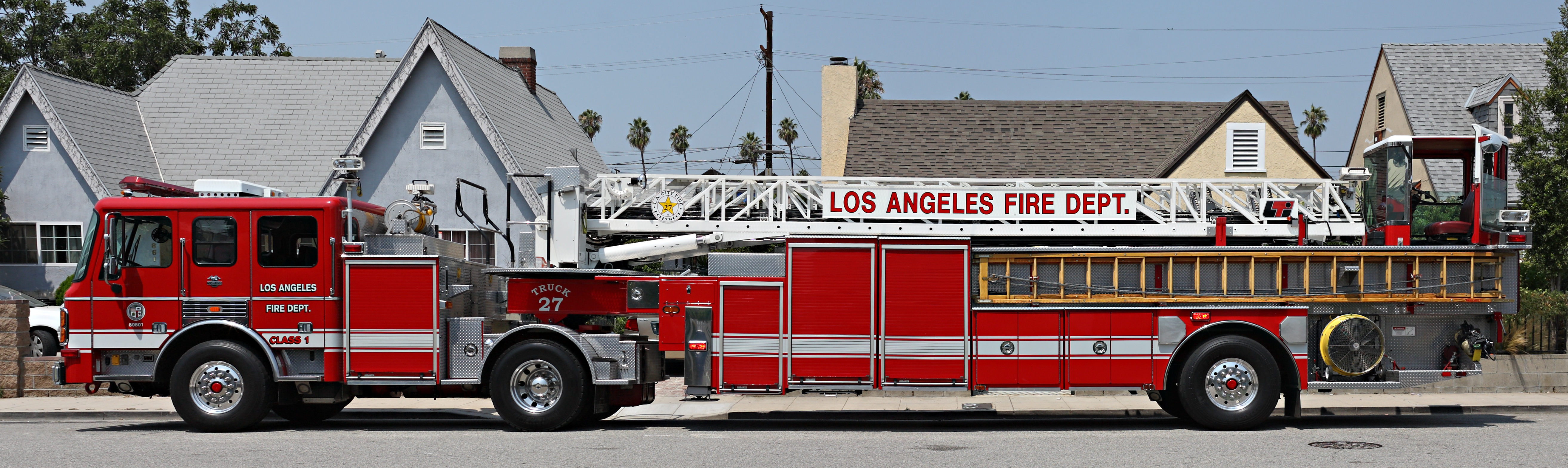
Als Tiller Truck aufgebaute Drehleiter der Feuerwehr von Los Angeles. Der Tillerman hat seinen Arbeitsplatz in der Kabine ganz rechts im Bild.